# Le bonheur est dans la rue
Pour plus de détails, voir Fiche technique et Distribution.
Le bonheur est dans la rue (titre original : Das Glück liegt auf der Straße) est un film allemand réalisé par Franz Antel, sorti en 1957.
Il s'agit d'un remake de la comédie Le Mystère de la treizième chaise (de), film allemand réalisé par E. W. Emo, sorti en 1938, elle-même vaguement basée sur le roman Les Douze Chaises d'Ilf et Pétrov.

## Synopsis
Felix Rabe est un petit employé dans un salon de coiffure. Il a inventé un produit pour la croissance des cheveux qu'il teste sur le directeur général Kartzer et qui semble jusqu'à présent inefficace. Un jour, il reçoit une lettre du tribunal de grande instance : sa tante Caroline est décédée et l'a nommé héritier universel. Félix quitte le salon de coiffure et l'employée Elfie, qui est amoureuse de lui, et se rend en ville. Cependant, l'appartement de Caroline est vide à l'exception d'un autoportrait et de 13 chaises Biedermeier. Félix vend rapidement les chaises à l'antiquaire Tobby Zimmt, lui-même en difficulté financière. Comme il n'a pas payé son loyer depuis longtemps, le propriétaire lui a envoyé la jeune Helga Müller pour récupérer l'argent restant. Sinon, il y a un risque de résiliation.
Le lendemain matin, Félix fait ses valises avec résignation et fait également le portrait de tante Caroline. Il y a une lettre dans le cadre dans laquelle elle l'informe que l'héritage de 100 000 marks est caché dans l'une des chaises. Cependant, Tobby a pu les vendre entre-temps. Félix lui promet 20 % du total s'il l'aide à chercher. Les deux se rendent désormais chez les différents acheteurs de chaises. Ils trouvent deux chaises chez le lutteur Oskar Wuttke, mais pas d'argent dedans. Ils découvrent deux autres chaises dans une caserne, où ils se font passer pour des inspecteurs, mais ne trouvent pas non plus d'argent ici. Dans le grand magasin Karstadt, ils imitent des mannequins pour pouvoir ouvrir une autre chaise. La recherche les mène ensuite à une mère de six enfants, pour qui Tobby intervient comme nounou et ouvre deux autres chaises. Ils doivent tous deux garder une chaise pour plus tard, car elle sera vendue aux enchères dans deux jours. Ils trouvent une autre chaise dans une école de danse et interrompent une représentation au théâtre pour pouvoir fouiller la chaise qui se trouve dans la décoration de la scène. Dans un hôpital psychiatrique, ils détruisent trois chaises et sont donc enfermés dans une cellule capitonnée. Seule Helga peut les libérer tous les deux le jour de la vente aux enchères.
Lors de la vente aux enchères, Félix et Tobby n'achètent pas la chaise, mais accidentellement une figurine Fortuna. La chaise appartient au Dr. Kalmus, qui ne veut pas l'abandonner. Tobby se faufile donc dans son bureau et jette sans ménagement la chaise par la fenêtre. Félix était censé se tenir devant la fenêtre, mais il s'est enfui devant Otto Wuttke, qui est soudainement apparu. La chaise finit dans une camionnette collectant des dons pour l'orphelinat de la ville. Le soir, Félix et Tobby supposent que l'autre amène la chaise. En fin de compte, ils se séparent tous les deux dans la colère parce que Tobby pense que Félix essaie de lui voler sa part. Seule Helga apprend à la radio que l'orphelinat a reçu 100 000 marks dans une chaise d'un bienfaiteur inconnu. Félix et Tobby se précipitent à l'orphelinat pour réparer l'erreur, mais là ils voient le directeur de la maison profondément ému remercier le bienfaiteur inconnu. Tous deux rentrent donc chez eux les mains vides. Ils se rendent d'abord compte qu'ils n'ont rien tous les quatre : Tobby doit fermer sa boutique, Helga est licenciée parce qu'elle n'a pas pu toucher l'argent du loyer, Félix est fauché et Elfie a quitté le salon de coiffure. Les deux couples décident de rester ensemble. Puis le directeur général Kartzer apparaît avec une chevelure entière. Le produit pour la croissance des cheveux de Felix est efficace et ils ont donc fondé tous les quatre Haarwuchsmittel A.G. Rabe et Zimmt sont désormais des gens riches et heureux.

## Fiche technique
- Titre : Le bonheur est dans la rue
- Titre original : Das Glück liegt auf der Straße
- Réalisation : Franz Antel assisté de Susi Fehring
- Scénario : Kurt Nachmann, Rolf Olsen
- Musique : Lotar Olias (de)
- Direction artistique : Herta Hareiter, Otto Pischinger
- Costumes : Trude Ulrich
- Photographie : Hans Heinz Theyer
- Son : Hans Löhmer
- Montage : Walter von Bonhorst (de)
- Production : Herbert Tischendorf
- Société de production : Rhombus Film
- Société de distribution : UFA International
- Pays de production :  Allemagne de l'Ouest
- Langue : allemand
- Format : Couleur - 1,37:1 - Mono - 35 mm
- Genre : Comédie
- Durée : 93 minutes
- Dates de sortie :
  - Allemagne de l'Ouest : 1er août 1957.
  - France : 21 mars 1958[1].

## Distribution
- Walter Giller : Felix Rabe
- Georg Thomalla : Tobby Zimmt
- Doris Kirchner : Helga Müller
- Susanne Cramer : Elfie
- Christiane Maybach : Sylvia
- Hubert von Meyerinck : le directeur général Kartzer
- Bum Krüger (de) : Dr. Kalmus
- Alexander Engel : Prof. Frühauf
- Hans Schwarz (de) : Otto Wuttke
- Ruth Stephan : l'étudiante
- Nina von Porembsky : l'enseignante
- Wolfgang Völz : l'assesseur
- Illo Schieder : la danseuse
- Frances Martin : l'actrice
- Brigitte Wentzel : Käthe, la vendeuse
- Margarete Haagen : la directrice du foyer pour enfants

## Production
Le tournage de Le bonheur est dans la rue a lieu à partir d'avril 1957.